# Église du Sacré-Cœur de Saint-Servais
Pour les articles homonymes, voir Église du Sacré-Cœur.
L’église du Sacré-Cœur est un édifice religieux catholique sis sur la chaussée de Waterloo, à Saint-Servais (Namur), en Belgique. De style art-déco l’église fut construite en 1934. Elle est lieu de culte de la communauté paroissiale du haut de Saint-Servais.

## Histoire
Construite en pierre d’après les plans de l’architecte Albert Ghequiere (1880-1947), l’église est de croix grecque au sol, chaque côté étant strictement de même dimension et surface sauf celui du Sud qui est prolongé d’un porche surmonté du clocher-tour se terminant ‘en escaliers’. L’ensemble est un bel exemple de style art-déco. Mise en chantier en 1934 elle fut ouverte au culte en 1935 par Mgr Heylen, évêque de Namur.

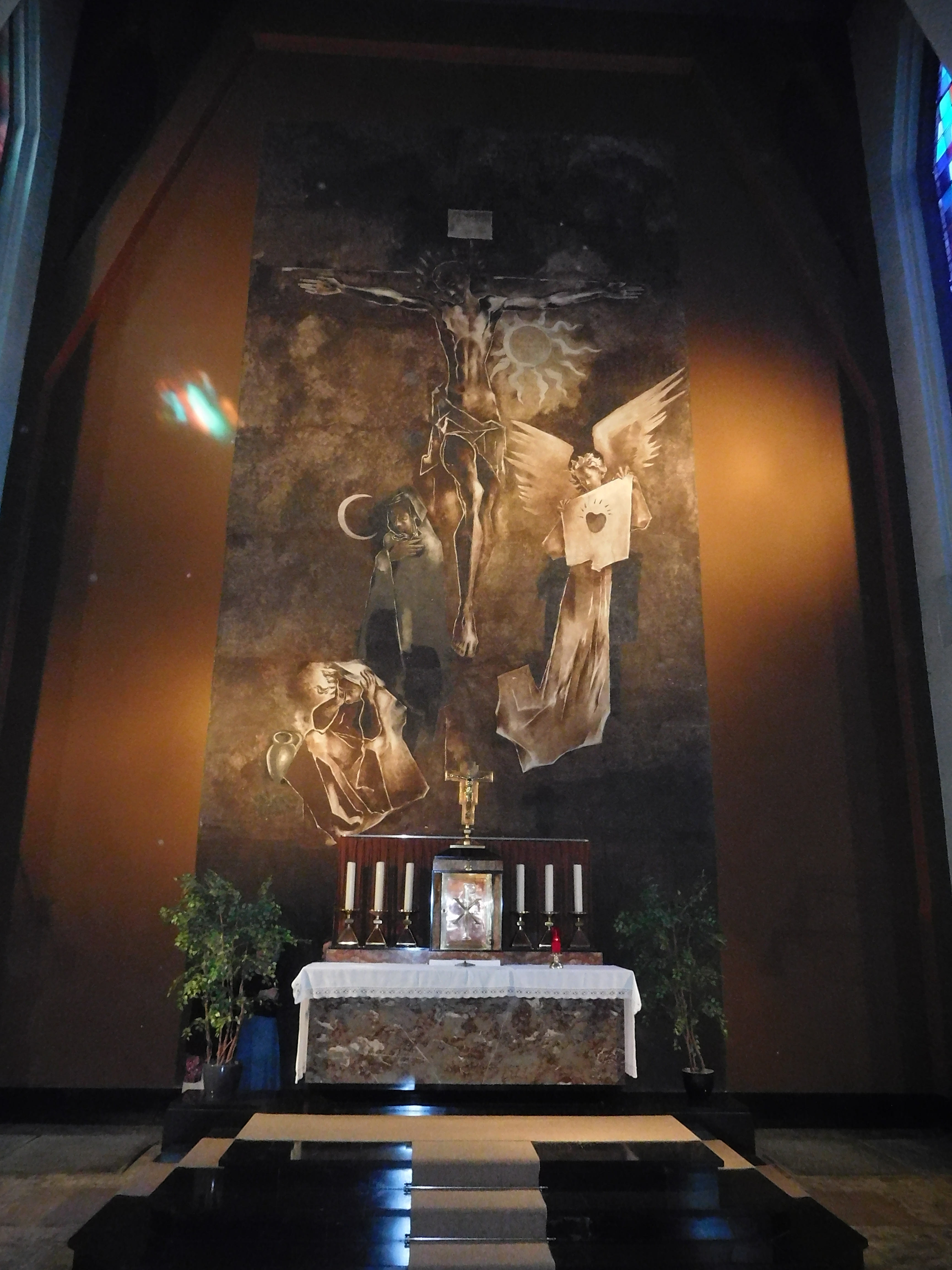
Crucifixion: fresque de Couturier dans le sanctuaire

## Patrimoine
- Le chemin de croix est œuvre de l’artiste Louis-Marie Londot
- Trois larges et hautes peintures murales en camaïeu (brun-beige) sont œuvres du père dominicain français Marie-Alain Couturier (1897-1954). La plus grande, qui fait toute la hauteur du mur derrière l’autel principal représente Marie-Madeleine au calvaire. Elles datent de 1949-50.
- L’orgue, construit en 1848 par le facteur Merklin provient de l’église des Jésuites de Namur (qui se trouvait sur la place du palais de justice). En 1978 décision fut prise de démolir l’église pour faire place à des bâtiments des Facultés universitaires. Son orgue fut transféré et remonté dans l’église du Sacré-Cœur, à partir d’avril 1980. Instrument à trois claviers et pédales de 30 jeux, l’orgue est fréquemment utilisé pour des concerts publics.